# Sergio Castillo Mandiola
Sergio Castillo Mandiola (Santiago, 13 de mayo de 1925-Santiago, 19 de agosto de 2010) fue un escultor y académico chileno de la llamada Generación del Cincuenta, Premio Nacional de Artes Plásticas 1997.

## Biografía
Estudió en el Liceo Alemán de Santiago. Posteriormente, ingresó a estudiar arquitectura en la Pontificia Universidad Católica de Chile en 1942, pero a los dos años abandonó la carrera y en 1948 viajó a Europa con la idea de dedicarse al arte. En París estudió dibujo y pintura en la École nationale supérieure des beaux-arts y en la Academia Julian.
A su regreso a Santiago en 1954 ingresó en la Escuela de Bellas Artes de la Universidad de Chile para estudiar escultura. Entre sus profesores tuvo a destacados artistas como Marta Colvin y Julio Antonio Vásquez y entre sus compañeros a Jaime Antúnez, Federico Assler y Raúl Valdivieso. Más tarde profundizó en sus estudios en Europa y en el Art Students League (1956) de Nueva York.
Fue el autor de la primera escultura abstracta emplazada en un lugar público en Chile, la que en 1964 se ubicó inicialmente frente al Banco Edwards en Viña del Mar.
En 1967 se convirtió en profesor de la Escuela de Bellas Artes, su alma máter, dando inicio así a una fructífera labor docente. Al año siguiente, gracias a la beca Fullbright, partió a Estados Unidos como profesor visitante de la Universidad de Berkeley. Más tarde, en 1975, dictó en la de Boston un taller de escultura directa en metal (1985). Durante su estadía en ese país ejecutó algunas obras monumentales en Boston y Sausalito.
Presidente de la Asociación de Pintores y Escultores de Chile (APECH) en la década de 1970, en 1995 fue nombrado miembro de número de la Academia de Bellas Artes del Instituto de Chile. Su consagración definitiva le llegó dos años después, cuando obtuvo el Premio Nacional de Artes Plásticas.

## El escultor

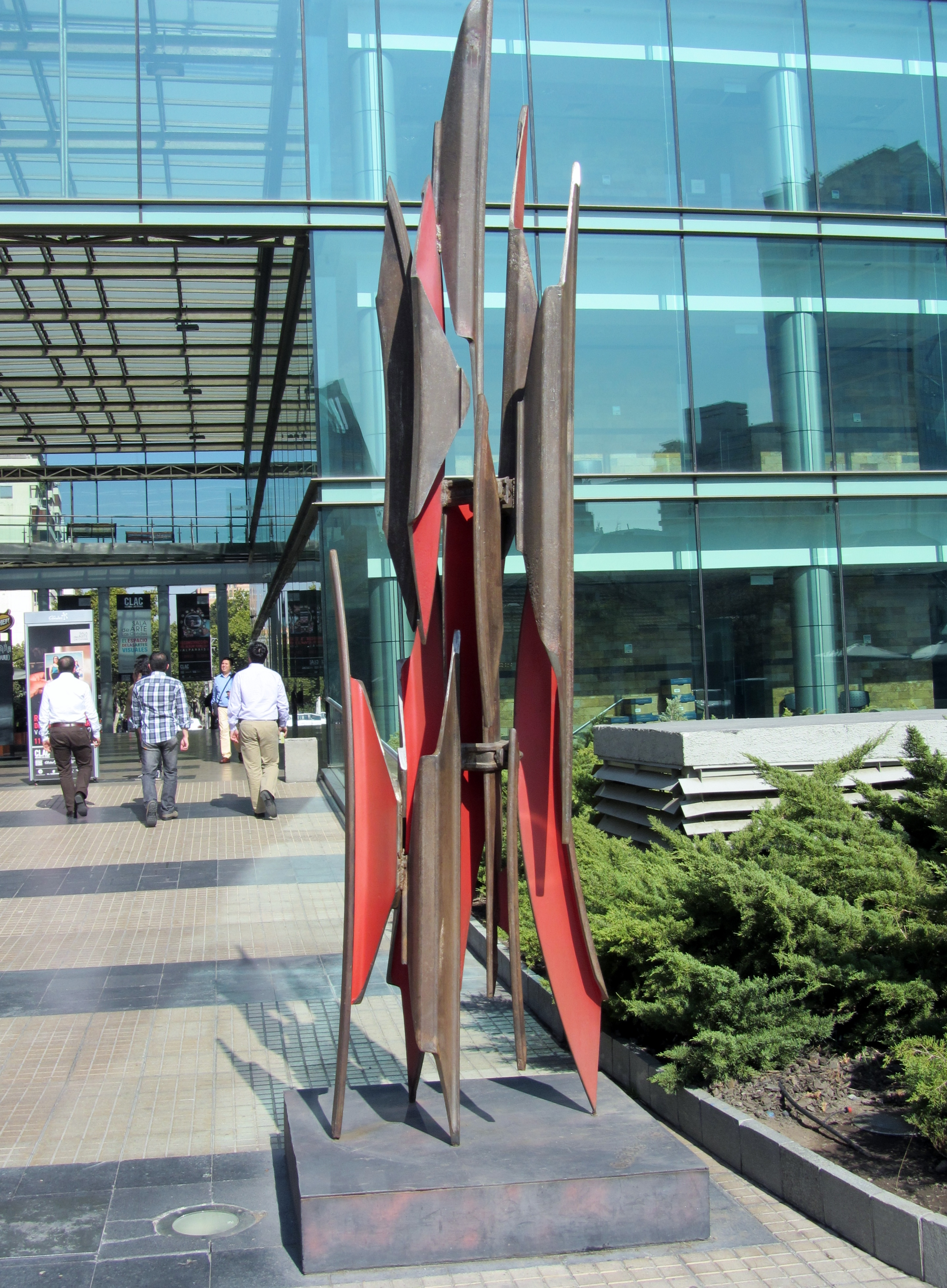
La catedral (2010), Paseo de las Esculturas La Pastora.

Castillo encontró casualmente, en 1957, la técnica que definió su obra, cuando expuso en Italia junto con sus compatriotas Ivo Bavorovic, Héctgor Pino e Iván Vial. Fue entonces cuando se le ocurrió utilizar placas y piezas de metal para realizar una composición abstracta de equilibrios geométricos, que unió con soldaduras en un taller de bicicletas. A partir de allí utilizó «principalmente el metal eliminando toda referencia visual y privilegiando la investigación en torno a las obras abstractas».
Trabajó directamente sobre el metal, que rescataba de desechos varios: mediante el uso de sopletes y soldaduras, unía los restos encontrados en una nueva composición; como acabado de estas estructuras, prefería pulidos y óxidos.
«Ligado al constructivismo, la estética de sus módulos mantiene un carácter rudo y elemental, pues la forma se apoya en buena medida en la tosquedad de los materiales empleados.
Sus trabajos, destinados en gran parte a espacios públicos, se basan en investigaciones formales propias de la escultura: ritmo, tensión, dirección y dinamismo, son principios de la organización visual que Castillo explora».
También practicó el figurativismo en sus obras de menor formato, destinados a espacios cerrados, prefiriendo el cuerpo femenino, cuyo volumen «es trabajado con características eróticas, enfatizando con gran acento el tema de la sexualidad humana». Es el autor, asimismo, de la escultura de fierro fundido que se entrega en el Premio Altazor de las Artes Nacionales y del Cristo crucificado que preside el altar de la capilla del Colegio del Verbo Divino, en Santiago (Castillo fue alumno del Liceo Alemán de dicha congregación).

## Premios y reconocimientos
- Primer Premio en Escultura, Salón Universidad de Chile, Santiago, 1955
- Medalla de Oro, Exposición Internacional de Roma, 1957
- Primer Premio, Sección de Artes Aplicadas, Salón de Verano de Viña del Mar, 1957
- Premio de la Crítica 1964, Santiago
- Segundo Premio, Salón ESSO de Artistas Jóvenes, Pan American Union, Washington D. C., 1965
- Premio Nicanor Plaza de Escultura 1965
- Primer Premio de Escultura, LXXVI Salón Oficial, Santiago, 1966
- Premio de la Crítica 1966, Santiago
- Primer Premio en Escultura, Salón de Verano de Viña del Mar, 1968
- Primer Premio en Escultura, Salón de Otoño, Valparaíso, 1968
- Premio Alcobendas 1980 en Escultura (España
- Primer Lugar, Concurso de Esculturas en Acero destinadas a la Plaza Ceremonial del Congreso Nacional, Valparaíso, 1991 (convocado por CAP y la Municipalidad del puerto)
- Premio Nacional de Artes Plásticas 1997
- Homenaje en gala de entrega de los Premios Altazor 2008

## Exposiciones individuales
- La Feluca Gallery, Roma, 1957
- Galería Sudamericana, Nueva York, 1958
- Esculturas, Instituto de Arte Contemporáneo, Lima, 1959
- Esculturas, Ministerio de Educación de Chile, Santiago, 1960
- La Maison de l'Amerique Latine, París, 1962
- Galería Sudamericana, Nueva York, 1962
- Galería Bolt, Santiago, 1963
- Galería Marta Faz, Santiago, 1964
- Outdoor Sculptures, Pan American Gardens, Washington D. C., 1965
- Galería Patio, Santiago, 1966
- Galería de Arte Contemporáneo, Viña del Mar, 1968
- Colegio Agrícola, San Juan (Puerto Rico), 1969
- Metal Sculpture, Zegri Gallery, Nueva York, 1969
- J.B. Speed Art Museum, Louisville, 1969
- Museo de Arte Moderno de México, 1971
- Galería Central de Arte, Santiago, 1972
- Bienal de Sao Paulo, 1973
- Sculpture, Universidad de Boston, George Shermann Union Gallery, 1975
- Esculturas, Galería Skira, Madrid, 1975
- Universidad de Filadelfia, 1983
- Works in Metal, Universidad de Pensilvania, 1985
- Retrospectiva, Museo de Arte de las Américas, OEA, Washington, 1991
- Sieho-Mitsukochi Gallery, Tokio, 1991
- Retrospectiva, Museo Nacional de Bellas Artes, Santiago, 1992
- Centro de Extensión Cultural Pedro Olmos, Talca, 1994
- Esculturas, Galería Tomás Andreu, Santiago, 1995
- Obras: maquetas y fotografías de esculturas monumentales de Sergio Castillo, Parque de las Esculturas, Santiago, 1997
- Hall Aeropuerto Internacional Arturo Merino Benítez, Santiago, 1998
- Industria ACERINOX, Parque Industrial Valle Grande Panamericana Norte, Chile, 2001
- Energía, Galería Isabel Aninat, Santiago, 2002
- Museo de la Revolución, Pekín, 2002 (también itinerancia por Art Museum de Dailan y Art Museum de Shanghái)
- Los Maestros II, Sala Juan Egenau, Facultad de Artes de la Universidad de Chile, Santiago, 2004
- Sergio Castillo: La escultura a mi manera, Sala de Arte Fundación Telefónica, Santiago, 2005
- Mi Único Maestro: El Acero, Sala Pacífico, Talcahuano, 2006
- Cincuenta Años Creando mis Animales en Acero, Parque de las Esculturas, Santiago, 2008

## Obras en colecciones públicas
- Ave Fénix (1981, tres versiones: bronce fundido, 280 cm de alto; platinas de bronce, forjadas y soldadas, 126 cm de alto; platinas de bronce, forjadas y soldadas; Asociación Chilena de Seguridad, Santiago)
- Cielo de truenos (1994, fierro, 16 × 6,5 × 4 metros, Talcahuano)
- Composición (bronce, Museo Contemporáneo de Trujillo, Venezuela)
- Earth Orbit (1996, acero inoxidable, Universidad de Boston)
- Erupción (1988, acero inoxidable pintado, 8 x 8 x 2 metros, Parque de las Esculturas de Providencia, Santiago)
- Explosión (acero inoxidable, 1 x 6 x 4 metros, 6 x 65 x 4,5 metros, Metcalf Center for Science and Engineering, Universidad de Boston)
- Génesis (1995, hierro y acero inoxidable, forjado y soldado, 3,00 x 5,50 x 2,00 metros, Asociación Chilena de Seguridad, Santiago)
- Homenaje al minero (1997, hierro, acero inoxidable y cobre, 22 x 10 x 10 metros, Rancagua)
- Homenaje a Neruda (1999, bronce, 50 cm de alto, Asociación Chilena de Seguridad, Santiago)
- Homemaje a Radomiro Tomic (2002, acero inoxidable y cobre, 12 x 8 x 4 metros,  Calama)
- Homenaje al trabajador del acero (2006, hierro, 17 metros de alto,  Siderúrgica Huachipato, Talcahuano)
- Homenaje a un amigo (1990, plátinas de bronce, forjadas y soldadas; colección de la Asociación Chilena de Seguridad; Clínica del Trabajador, Copiapó)
- Los novios (2000, acero inoxidable, 5 x 3 x 2 metros, Copiapó)
- Toro (mármol negro, 44 x 28 x 62 cm, Museo de Arte Contemporáneo de Santiago)
- Trueno (1995, hierro, 10000 x 470 x 270 cm, campus Lircay de la Universidad de Talca)
- Unión (2001, hierro, Pekín)
- Vuelo (edificio Tajamar, Santiago)